# Mikael Östberg
Mikael Östberg (* 21. Mai 1977 in Sollentuna) ist ein ehemaliger schwedischer Skilangläufer.

## Werdegang
Östberg, der für den Falun-Borlänge SK startete, debütierte im Skilanglauf-Weltcup im März 1998 in Falun und belegte dabei den 76. Platz über 10 km Freistil. Im Jahr 1999 gewann er den König-Ludwig-Lauf. Seine ersten Weltcuppunkte holte er im Dezember 1999 in Kitzbühel mit dem 13. Platz im Sprint. Zu Beginn der Saison 2002/03 kam er in Düsseldorf mit dem vierten Platz im Sprint erstmals unter die ersten Zehn im Weltcup. Im weiteren Saisonverlauf holte er im Sprint in Linz seinen einzigen Weltcupsieg und errang zum Saisonende den neunten Platz im Sprintweltcup. Bei den nordischen Skiweltmeisterschaften 2003 im Val di Fiemme wurde er Neunter im Sprint. In der folgenden Saison erreichte er im Weltcupeinzel zwei Top-Zehn-Resultate, darunter Platz im Sprint in Lahti und errang damit den 14. Platz im Sprintweltcup. Nach Platz vier im Sprint in Düsseldorf zu Beginn der Saison 2004/05, kam er sechsmal in die Punkteränge und erreichte zum Saisonende den 12. Platz im Sprintweltcup. In der Saison 2005/06 belegte er den 13. Platz im Sprintweltcup. Dabei gelangen ihn vier Top-Zehn-Platzierungen und der dritte Platz zusammen mit Mats Larsson im Teamsprint in Canmore. Bei den Olympischen Winterspielen 2006 in Turin errang er den 12. Platz im Sprint. In den folgenden Jahren erreichte er im Weltcup Platzierungen im Mittelfeld. Seinen letzten Weltcup absolvierte er im Februar 2008 in Stockholm, welchen er auf dem 68. Platz im Sprint beendete.

## Weltcupsiege im Einzel
| Nr. | Datum             | Ort  | Disziplin            |
| --- | ----------------- | ---- | -------------------- |
| 1.  | 19. Dezember 2002 | Linz | 1 km Sprint Freistil |

## Platzierungen im Weltcup

### Weltcup-Statistik
Die Tabelle zeigt die erreichten Platzierungen im Einzelnen.
- 1.–3. Platz: Anzahl der Podiumsplatzierungen
- Top 10: Anzahl der Platzierungen unter den ersten zehn
- Punkteränge: Anzahl der Platzierungen innerhalb der Punkteränge
- Starts: Anzahl gelaufener Rennen in der jeweiligen Disziplin
- Hinweis: Bei den Distanzrennen erfolgt die Einordnung gemäß FIS.

| Platzierung         | Distanzrennen a | Distanzrennen a | Distanzrennen a | Distanzrennen a | Distanzrennen a | Skiathlon Verfolgung | Sprint | Etappen- rennen b | Gesamt | Team c | Team c  |
| Platzierung         | ≤ 5 km          | ≤ 10 km         | ≤ 15 km         | ≤ 30 km         | > 30 km         | Skiathlon Verfolgung | Sprint | Etappen- rennen b | Gesamt | Sprint | Staffel |
| ------------------- | --------------- | --------------- | --------------- | --------------- | --------------- | -------------------- | ------ | ----------------- | ------ | ------ | ------- |
| 1. Platz            |                 |                 |                 |                 |                 |                      | 1      |                   | 1      |        |         |
| 2. Platz            |                 |                 |                 |                 |                 |                      | 1      |                   | 1      |        |         |
| 3. Platz            |                 |                 |                 |                 |                 |                      |        |                   |        | 1      |         |
| Top 10              |                 |                 |                 |                 |                 |                      | 9      |                   | 9      | 7      |         |
| Punkteränge         |                 |                 |                 |                 |                 |                      | 34     |                   | 34     | 9      | 2       |
| Starts              |                 | 3               | 3               | 1               |                 | 2                    | 45     |                   | 54     | 9      | 2       |
| Stand: Karriereende |                 |                 |                 |                 |                 |                      |        |                   |        |        |         |

### Weltcup-Gesamtplatzierungen
| Saison    | Gesamt | Gesamt | Sprint | Sprint |
| Saison    | Punkte | Platz  | Punkte | Platz  |
| --------- | ------ | ------ | ------ | ------ |
| 1999/2000 | 31     | 73.    | 31     | 39.    |
| 2000/01   | 12     | 100.   | 12     | 58.    |
| 2001/02   | 66     | 58.    | 79     | 24.    |
| 2002/03   | 168    | 31.    | 195    | 9.     |
| 2003/04   | 159    | 39.    | 159    | 14.    |
| 2004/05   | 148    | 31.    | 157    | 12.    |
| 2005/06   | 173    | 31.    | 173    | 13.    |
| 2006/07   | 15     | 121.   | 15     | 57.    |
| 2007/08   | 20     | 109.   | 20     | 72.    |